# Piechota morska Sił Zbrojnych Federacji Rosyjskiej

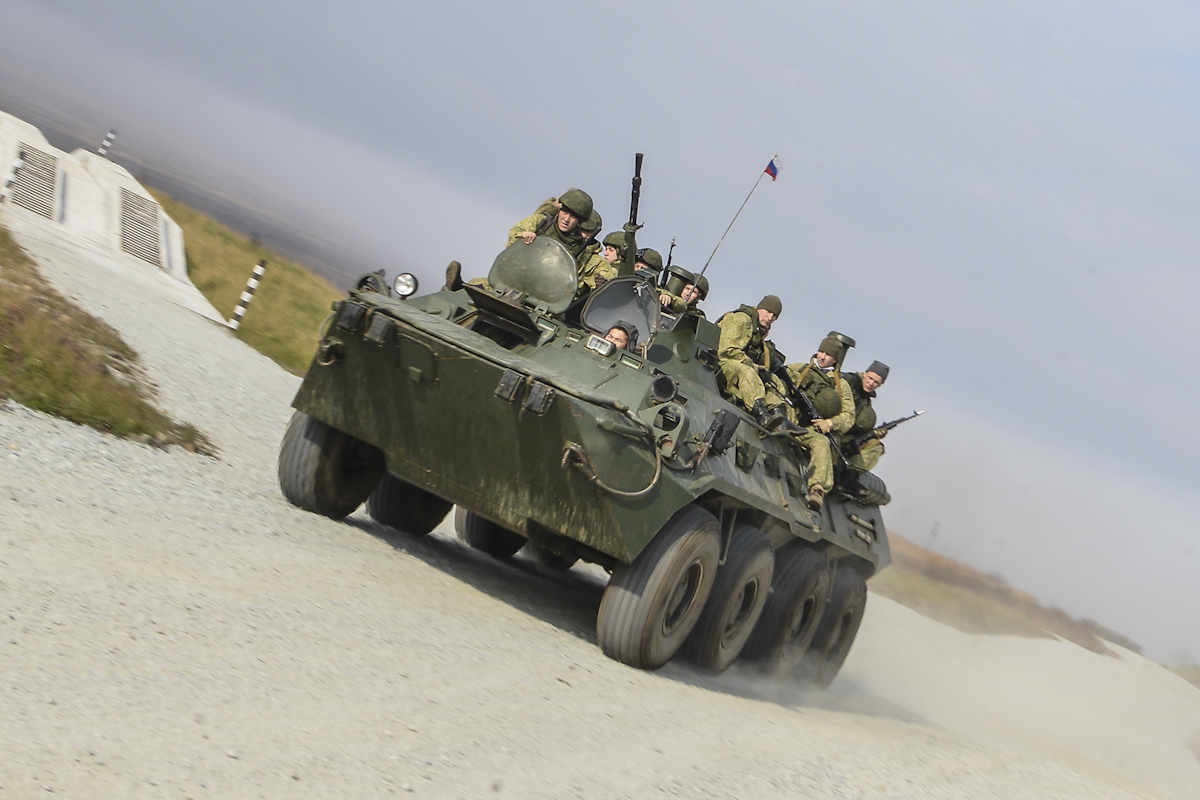
Żołnierze rosyjskiej piechoty morskiej

Piechota morska (ros. Морская пехота) – oddziały wojsk Federacji Rosyjskiej wyszkolone i wyekwipowane specjalnie do morskich operacji desantowych i walk w rejonach przybrzeżnych, w tym także do szturmu na umocnione pozycje przeciwnika na wybrzeżu.

## Związki taktyczne i oddziały piechoty morskiej
W okresie ZSRR
Po II wojnie światowej oddziały piechoty morskiej zostały rozwiązane. Reaktywowane zostały dopiero dyrektywą ministra obrony ZSRR nr Org/3/50340 z 7 czerwca 1963. Formowane oddziały piechoty morskiej zostały włączone w skład poszczególnych komponentów radzieckich sił morskich i tam rozwijane:
- 390 pułk piechoty morskiej w latach 1967-1968 rozwinięty został w 55 Dywizję Piechoty Morskiej, a ta podporządkowana została dowództwu Floty Oceanu Spokojnego;
- 336 ppm wcześniej sformowany na bazie 336 pz z Mińska po przebazowaniu  przekazano dowództwa Floty Bałtyckiej;
- 61 Kirkieński ppm sformowany na bazie 61 pz ze 131 DZmot Leningradzkiego OW włączono w skład Floty Północnej,
- 810 ppm sformowany na bazie 309 pp i 1/336 ppm oraz kompanii czołgów pływających z 61 ppm przekazano w podporządkowanie Floty Czarnomorskiej,
- 600 batalion piechoty morskiej podporządkowany dowództwu Flotylli Kaspijskiej.

Dyrektywą szefa Sztabu Generalnego z 3 września 1979 nr 730/1/00741 pułki piechoty morskiej przeformowano w brygady piechoty morskiej. W 1981 w składzie Floty Północnej  sformowano nową 175 Brygadę Piechoty Morskiej. W 1989 jednostki piechoty morskiej weszły w skład  wojsk brzegowych MW. Po rozpadzie ZSRR część limitu uzbrojenia konwencjonalnego tych wojsk przekazano Ukrainie.
W latach tuż przed upadkiem ZSRR radziecka flota stanowiła osobny rodzaj sił zbrojnych. W jej skład wchodziły między innymi jednostki piechoty morskiej. W tym czasie była to jedna dywizja oraz cztery brygady piechoty morskiej. Oprócz typowej piechoty morskiej do 1 grudnia 1989 w składzie wojsk brzegowych utrzymywano: 3 DZmot, 8 i 710 pułk artylerii (Flota Bałtycka),  77 DZmot (Flota Północna); 40 DZmot, BA oraz 482 pa (Flota Oceanu Spokojnego), 126 DZmot oraz 301BA (Flota Czarnomorska). Przejęte z Wojsk Lądowych związki taktyczne przeformowano w dywizje obrony wybrzeża. W tym czasie potencjał piechoty morskiej stanowiło około 27000 żołnierzy, 220 czołgów, 900 bwp i trop oraz ponad 300 środków artyleryjskich.
Od 1990  częściowo skadrowana została 55 Mozyrska DPM. Stan osobowy dywizji wahał się w granicach około 5000 żołnierzy.
W Siłach Zbrojnych Federacji Rosyjskiej
Po rozpadzie ZSRR jednostki piechoty morskiej utrzymano pod rosyjskim dowództwem. W latach 1991–1994 nastąpił znaczny odpływ kadry zawodowej oraz spadek liczby poborowych. Skadrowano, a następnie rozformowano 175 Brygadę Piechoty Morskiej. W związku z interwencja w Czeczenii wzmocniono Flotyllę Kaspijską 332 batalionem piechoty morskiej, który na przełomie roku 1999/2000 rozwinięto w 77 Brygadę Piechoty Morskiej. W 1994 wzmocniono też piechotę morską Floty Czarnomorskiej formując w jej składzie  382 bpm. 
W 1999 roku 810 Brygadę Piechoty Morskiej przeformowano w 810 ppm, a rok wcześniej  ponownie przeformowano 55 DPM. W 2007 dyslokowaną na półwyspie Kamczatka 40 Brygadę Zmotoryzowaną przeformowano w 40 BPM i włączono w skład Floty Oceanu Spokojnego. Zakończyło to zasadniczy etap formowania piechoty morskiej Federacji Rosyjskiej.

## Związki taktyczne i oddziały okrętów desantowych

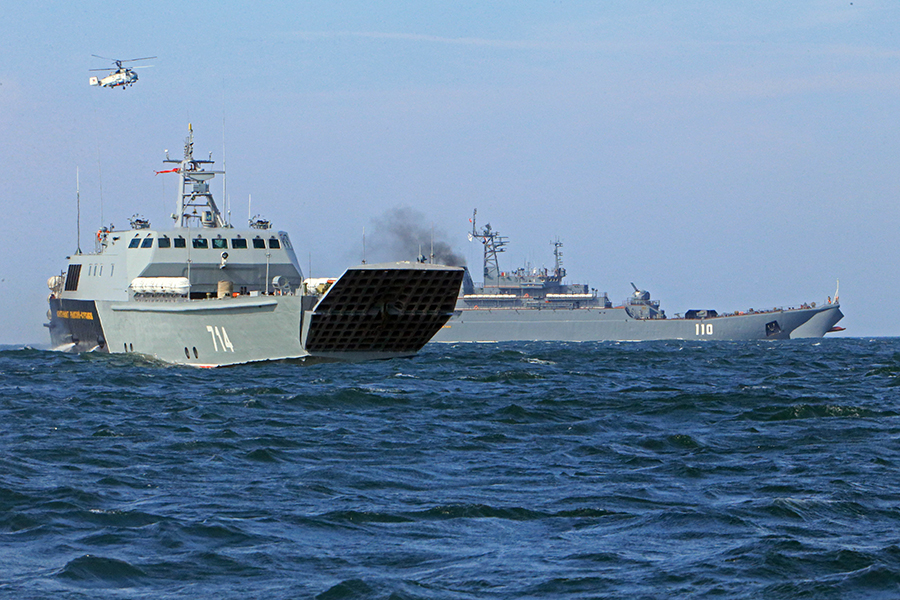
Rosyjskie okręty desantowe

Równolegle z procesem reaktywacji oddziałów piechoty morskiej reorganizowano jednostki desantowe sił morskich. W początkowym etapie grupowano je w samodzielne dywizjony, potem w brygady okrętów desantowych, by w latach 80. XX w. włączyć je w skład dywizji morskich sił desantowych.
Do 1991 utrzymywano 37 Dywizję Morskich Sił Desantowych (Flota Północna), 39 Dywizję Morskich Sił Desantowych (Flota Czarnomorska), 22 Dywizję MSD (Flota Oceanu Spokojnego), Flota Bałtycka posiadała 71 Brygadę Okrętów Desantowych oraz 7 dywizjon okrętów desantowych. W sumie posiadano około 250 morskich platform desantowych różnych typów i klas.
W latach 1991–2008 reorganizacja, a właściwie redukcja morskich platform przenoszenia sięgnęła skali 85%. Z 250 posiadanych jednostek desantowych pozostało 26.  W 2008 w linii pływało 15 okrętów projektu 775 oraz cztery projektu 1171. Zdolność do przerzutu uzupełniono trzema okrętami projektu 1174 oraz czterema poduszkowcami projektu 1232.1. Równocześnie rozpoczęto dostawy kutrów projektu 1177. W 2008 potencjał desantowy poszczególnych flot, z zaangażowaniem platform powietrznych, umożliwiał jednoczesny przerzut i desantowanie jednej brygady piechoty morskiej.
| Związki taktyczne i oddziały okrętów desantowych w 2008 |                         |            |
| ZT/Flota                                                | Flota                   | MSD        |
| 71 Brygada Okrętów Desantowych                          | Flota Bałtycka          | Bałtyjsk   |
| 7 dywizjon okrętów desantowych                          | Flota Bałtycka          | Bałtyjsk   |
| 197 Brygada Okrętów Desantowych                         | Flota Czarnomorska      | Sewastopol |
| 121 Brygada Okrętów Desantowych                         | Flota Północna          | Polarnyj   |
| 100 Brygada Okrętów Desantowych                         | Flota Oceanu Spokojnego | Fokino     |
| 242 dywizjon okrętów desantowych                        | Flotylla Kaspijska      | Kaspijsk   |

| Platformy desantowe w 2010 |                  |        |                                 |
| Klasa                      | Projekt          | Liczba | Uwagi                           |
| Ivan Rogov                 | 1174             | 1      |                                 |
| Alligator                  | 1171 Тапир       | 4      |                                 |
| Ivan Green                 | 1171.1           | 1      |                                 |
| Ropucha I (II)             | 775 II i 775 III | 14     | polskiej produkcji              |
| Polnochny B                | 771.A            | 3      | polskiej produkcju ( w rezewie) |
| Ondatra                    | 1176 Акула       | 6      |                                 |
| Serna                      | 1177.0 Серна     | 3      |                                 |
|                            | ACV              | 10     | poduszkowce desantowe           |

## Wyposażenie
Piechota morska Federacji Rosyjskiej liczyła (2010) w zależności od źródeł  7500–9500 żołnierzy. Dysponowała około160 czołgami,150 bojowymi wozami BMP-2 i BRM-1K, 750 transporterami opancerzonymi BTR-80 i MT-LB, 60 samochodami  rozpoznawczymi BRDM-2, 102 haubicami 2S1 „Goździk”, 10 haubicami D-30, 18 haubicami 2S3 „Akacja”, 96 wyrzutniami rakietowymi BM-21 „Grad” i „Grad-1”, 70 moździerzami 2S9 „Nona-S” i „Nona-SWK”, 14 moździerzami 2B16 „Nona-K”, 72 wyrzutni ppk 9P148, 60 działami przeciwlotniczymi ZSU-23-4, 250 systemami przeciwlotniczymi „Strieła-2”, „Strieła-2M”, „Strieła-3”, „Igła”, „Igła-1”, 20 systemami przeciwlotniczymi „Osa” i 50 „Strieła-10”